# Colona subaequalis
Colona subaequalis là một loài thực vật có hoa trong họ Cẩm quỳ. Loài này được (Planch. ex Vidal) Burret mô tả khoa học đầu tiên năm 1926.